# Criogenià
El Criogenià és el segon període geològic de l'era Neoproterozoica. El Criogenià inclou les glaciacions Sturtiana i Marinoana (glaciacions Varanger), i durà entre fa 850 milions anys fins fa 635 milions d'anys. Aquestes dates estan basades en la datació radiomètrica.
El nom deriva dels ètims grecs cryos ('fred glacial') i genesi ('naixement').
El nom ve donat pels dipòsits de glaç típics d'aquest període, que indiquen que durant aquest període, la Terra va sofrir les èpoques glacials més severes de la seva història, amb glaceres que s'estenien fins a l'equador. Aquestes glaciacions estan representades per dipòsits de til·lita al Congo, el Sàhara, Oman, Austràlia, la Xina, Nord-amèrica, Irlanda, Escòcia, Noruega i molts altres llocs arreu del món. Aquestes glaciacions se solen dividir en glaciació sturtiana (–750 fins a –700 milions d'anys) i la marinoana (fins a –635 milions d'anys). Els dipòsits de til·lita també es troben en llocs que durant el Criogenià estaven en latituds baixes, un fenomen que acabà amb la formulació de la hipòtesi de la «Terra bola de neu», que inclou la possibilitat d'una glaciació total dels oceans durant aquest període.
Les poblacions d'acritarcs s'esfondraren durant aquestes glaciacions, i es diu que el nivell d'oxigen en l'atmosfera terrestre va augmentar després de la glaciació. Hi ha uns quants detalls enigmàtics sobre aquesta glaciació, com ara l'existència de glaceres en zones equatorials o la presència de llims —que normalment són sediments d'aigua càlida— a sobre, a sota i dins dels dipòsits glacials. La reaparició de formacions de ferro bandat relacionades amb els períodes glacials suggereix que també hi havia un nivell baix i fluctuant d'oxigen.
Estudis paleomagnètics mostren una gran activitat de la deriva continental, fent que alguns geòlegs es preguntin si alguns d'aquests estranys fenòmens podrien haver estat causats per un moviment dels pols magnètics de la Terra, en lloc de per un moviment de plaques o una glaciació a baixes latituds. Bàsicament, una distribució molt desequilibrada de l'escorça continental fa que la rotació de la Terra tingui com a efecte una força centrífuga que fa que la Terra giri (mentre que el seu eix de rotació diària roman en la mateixa direcció) fins que la massa de continents es troba a l'equador; això causa una deriva continental aparent molt més ràpida que els processos normals.
Altres glaciacions globals ben conegudes inclouen la glaciació huroniana (–2.400 / –2.100 milions d'anys), la glaciació ordoviciana (–450 / –420 milions d'anys), la glaciació del Carbonífer-Permià (–360 / –260 milions d'anys) i la glaciació del Quaternari, que va començar fa 30 milions d'anys a l'Antàrtida i encara dura.